# 大門 (岡崎市)
大門（だいもん）は、愛知県岡崎市岩津地区の町名。現行行政地名は大門一丁目から大門五丁目。

## 地理
岡崎市の北西部に位置する。南から時計回りに1～5丁目が置かれている。

### 河川
- 矢作川
- 青木川

## 世帯数と人口
2019年（令和元年）5月1日現在の世帯数と人口は以下の通りである。
| 丁目       | 世帯数    | 人口    |
| ---------- | --------- | ------- |
| 大門一丁目 | 55世帯    | 153人   |
| 大門二丁目 | 325世帯   | 810人   |
| 大門三丁目 | 702世帯   | 1,661人 |
| 大門四丁目 | 377世帯   | 941人   |
| 大門五丁目 | 387世帯   | 911人   |
| 計         | 1,846世帯 | 4,476人 |

### 人口の変遷
国勢調査による人口の推移
| 1995年（平成7年）  | 3,083人 | [ 6 ]  |  |
| 2000年（平成12年） | 3,559人 | [ 7 ]  |  |
| 2005年（平成17年） | 3,916人 | [ 8 ]  |  |
| 2010年（平成22年） | 4,101人 | [ 9 ]  |  |
| 2015年（平成27年） | 4,353人 | [ 10 ] |  |

## 小・中学校の学区
市立小・中学校に通う場合、学区は以下の通りとなる。
| 丁目       | 番・番地等 | 小学校             | 中学校           |
| ---------- | ---------- | ------------------ | ---------------- |
| 大門一丁目 | 全域       | 岡崎市立大門小学校 | 岡崎市立北中学校 |
| 大門二丁目 | 全域       | 岡崎市立大門小学校 | 岡崎市立北中学校 |
| 大門三丁目 | 全域       | 岡崎市立大門小学校 | 岡崎市立北中学校 |
| 大門四丁目 | 全域       | 岡崎市立大門小学校 | 岡崎市立北中学校 |
| 大門五丁目 | 全域       | 岡崎市立大門小学校 | 岡崎市立北中学校 |

## 歴史
額田郡大門村を前身とする。
大門遺跡からは弥生土器などが出土している。かつての集落は矢作川右岸に位置した。
大門の名の由来は2つの説がある。一つは奈良時代に矢作北野に七堂伽藍の北野廃寺があり、その山門があったことに由来するというもの。もう一つは昌泰3年（900年）に、熊野の大門神社の宝剣を護持していた八剱神社がこの地に降臨したというもの。
13世紀に足利氏宗家第3代足利義氏が鎌倉幕府の三河守護として拠点を構えて以降、岡崎は足利氏の第二の本拠地となり、1358年に足利尊氏が死去すると、大門の八剣神社に足利尊氏石宝塔が作られた。
また八剣神社には鎌倉時代末から室町時代にかけて作られたと見られている木造神像（附薬師如来坐像）も伝わっており、足利尊氏石宝塔及び、1296年作成の懸仏とともに岡崎市指定文化財となっている。1296年作成の懸仏によるとかつてこの地に大門寺という寺があり、その南方には勝蓮寺という寺があったとされる。
この他、八剣神社の敷地からは平安時代から室町時代にかけての土器や瓦も発掘されている。
1625年と1705年の矢作川決壊によって、現在の大門水郷公園周辺に大門池ができた。また大圓寺北から生じた水が、大門池に流れ込んでいた。

### 沿革
- 1878年（明治11年）12月28日 - 上大門村・中大門村・下大門村・大門新田村が合併し、大門村となる[20]。
- 1889年（明治22年）10月1日 - 町村制施行に伴い、大門村が大樹寺村・上里村・鴨田村・藪田村・百々村と合併し、大樹寺村大字大門となる[20]。
- 1906年（明治39年）5月1日 - 合併に伴い、岩津村大字大門となる[20]。
- 1928年（昭和3年）5月1日 - 町制施行に伴い、岩津町大字大門となる[21]。
- 1955年（昭和30年）2月1日 - 岡崎市へ編入し、同市大門町となる[21]。
- 1976年（昭和51年）3月25日 - 一部が日名北町となる[21][1]。
- 1978年（昭和53年）3月21日 - 町名変更を実施に伴い、大門一丁目から大門五丁目を設置[21][1]。
  - 大門町の残部が上里3丁目、大樹寺1・2丁目、薮田2丁目の各一部となり廃止。

### 町名の変遷
| 実施後     | 実施年月日                | 実施前（各町名ともその一部） |
| ---------- | ------------------------- | ---------------------------- |
| 大門一丁目 | 1978年（昭和53年）3月21日 | 大門町の一部                 |
| 大門二丁目 | 1978年（昭和53年）3月21日 | 大門町の一部                 |
| 大門三丁目 | 1978年（昭和53年）3月21日 | 大門町、上里町の各一部       |
| 大門四丁目 | 1978年（昭和53年）3月21日 | 大門町、大樹寺町の各一部     |
| 大門五丁目 | 1978年（昭和53年）3月21日 | 大門町、大樹寺町の各一部     |

## 交通

### 鉄道
- 愛知環状鉄道・愛知環状鉄道線 大門駅

### 道路
- 愛知県道26号岡崎環状線
  - 竜北メーンロード
  - 岡崎大橋
- 都市計画道路岡崎環状線[22]

## 施設
- 上大門公民館
- 中大門公民館
- 大門新田公民館
- 第12号大門河川緑地
- 大門水郷公園
- 洲山公園
- 境公園
- 大樹寺公園
- 勝蓮寺公園
- 大圓寺
- 慈雲寺
- 八剣神社
- 大門遺跡
- 岩谷瓦斯 岡崎工場
- マルヤス工業 日名工場（2016年9月16日稼働）[23]
- ファミリーマート 岡崎大門一丁目店
- ファミリーマート 岡崎大門駅前店
- ミニストップ 岡崎大門店
- 西濃運輸 岡崎支店岡崎ターミナル
- 大門雨水ポンプ場

### 教育
- 岡崎市立大門小学校
- 学校法人岡崎葵学園 まこと幼稚園
- 社会福祉法人えこう会 大門保育園

## ギャラリー
- 社会福祉法人えこう会 大門保育園
- 岡崎市立大門小学校
- 大門雨水ポンプ場
- 岩谷瓦斯岡崎工場
- 大圓寺
- 大門水源公園

## その他

### 日本郵便
- 郵便番号 : 444-2135[4]（集配局：岩津郵便局[24]）。

## 参考資料
- 「角川日本地名大辞典」編纂委員会 編『角川日本地名大辞典 23 愛知県』角川書店、1989年。
- 平凡社 編『日本歴史地名大系 23 愛知県の地名』1981年。
- 新編岡崎市史編さん委員会 編『新編岡崎市史 総集編 20』1993年。